# 블루 라군 (1980년 영화)
《블루 라군》(The Blue Lagoon)은 미국에서 제작된 랜달 크레이저 감독의 1980년 멜로/로맨스, 모험 영화이다. 브룩 쉴즈 등이 주연으로 출연하였고 랜달 크레이저 등이 제작에 참여하였다.

## 출연

### 주연
- 브룩 쉴즈
- 크리스토퍼 앳킨스

### 조연
- 레오 맥켄
- 윌리엄 다니엘스
- 엘바 조셉슨
- 글렌 코한

## 기타
- 원작자: 헨리 드 베르 스택풀
- 공동제작: 리처드 프랭클린
- 미술: 존 도우딩
- 의상: 장 피에르 돌러크
- 배역: 빅 라모스